# 磨咄莫贺达干
磨咄莫贺达干（?—?），英义可汗时回纥首席宰相。
广德元年（763年），因为平定安史之乱的功劳，牟羽可汗被唐朝册封为英义可汗，磨咄莫贺达干为左杀（左设）封为雄朔王，暾莫贺达干为右杀封为宁朔王，藥葛羅为胡禄都督封金河王。广德二年（764年）仆固怀恩反唐，联合回纥、吐蕃进犯唐朝，磨咄莫贺达干参与出征领导。永泰元年（765年）仆固怀恩病卒，回纥与吐蕃分裂，统帅合胡禄都督藥葛羅向唐将郭子仪请和。合胡禄都督等与宰相磨咄莫贺达干、宰相暾莫贺达干、宰相护都毗伽将军、宰相揭拉裴罗达干、宰相梅录大将军罗达干、平章事海盈阙达干等，与郭子仪高呼：“大唐天子万万岁！回纥可汗万岁！两国将相万岁！若起负心违背盟约者，身死阵前，家口屠戮。”回纥与唐朝在赤山岭共破吐蕃。